# Cień Ojca
Cień Ojca – powieść Jana Dobraczyńskiego, oparta na wydarzeniach opisanych w Ewangelii Św. Mateusza i Łukasza na temat dzieciństwa Jezusa.
To jedna z najwybitniejszych książek tego autora. Ukazuje osobę św. Józefa, który opiekował się Jezusem i Jego Matką. Opowiada o jego posłuszeństwie wobec nakazów serca oraz poleceń Boga oraz miłości do Maryi.
Książka zawiera m.in. sceny:
1. Zwiastowanie
2. Nawiedzenie Św. Elżbiety
3. Narodziny Jezusa
4. Hołd Trzech Króli
5. Rzeź niewiniątek
6. Ucieczka do Egiptu
7. Ofiarowanie Jezusa w Świątyni
8. Odnalezienie 12-letniego Jezusa w Świątyni

Powieść ta doczekała się tłumaczeń na wiele języków, a papież Franciszek przywołuje ją w liście apostolskim
Patris Corde (Ojcowskim sercem) – poświęconym świętemu Józefowi i ojcostwu.